# Oh Se-jong
Oh Se-jong (in hangŭl: 오세종; Seul, 9 ottobre 1982 – Seul, 27 giugno 2016) è stato un pattinatore di short track sudcoreano.

## Biografia
Morì il 27 giugno 2016 all'età di 33 anni a seguito di un incidente stradale avvenuto a Seul.

## Carriera
In carriera può vantare l'oro olimpico vinto a Torino 2006 quando, assieme ai connazionali, giunse sul primo gradino del podio nella staffetta 5000 metri.

## Palmarès

### Olimpiadi
- 2 medaglie:
  - 2 ori (5000 m staffetta a Misawa 2003, 5000 m staffetta a Torino 2006).

### Mondiali
- 3 medaglie:
  - 1 oro (5000 m staffetta a Varsavia 2003)
  - 2 bronzi (1500 m e 5000 m staffetta a Minneapolis 2006)

### Mondiali a squadre
- 4 medaglie:
  - 1 oro (Montréal 2006)
  - 2 argenti (The Hague 2000, Sofia 2003)
  - 1 bronzo (Minamimaki 2001)